# Exoskelett (Maschine)
Ein Exoskelett (auch Außenskelett, von altgriechisch exo ‚außen‘ und skeletós ‚ausgetrockneter Körper‘, ‚Mumie‘) ist eine äußere Stützstruktur für einen Organismus. Bei vielen Tierarten ist ein natürliches Exoskelett als Teil des Körpers anzutreffen. So bilden die Gliederfüßer, zu denen u. a. Insekten, Spinnentiere, Krebse und Hummer gehören, den größten Stamm des Tierreichs.
Die hier behandelten künstlichen, maschinellen Exoskelette sind hingegen vom menschlichen Körper getragene mechanische Strukturen, die relativ leicht entfernbar sind. Sie werden deshalb auch als Roboteranzüge bezeichnet. In der Medizin sind Orthesen seit langem im Einsatz. In diesem Bereich stellen Exoskelette eine zusätzliche Möglichkeit der Hilfsmittelversorgung dar.
Exoskelette nehmen die Form von am Körper tragbaren Robotern oder Maschinen an (siehe: Wearable Computing), die die Bewegungen des Trägers unterstützen beziehungsweise verstärken, indem zum Beispiel Gelenke des Exoskeletts durch Servomotoren angetrieben werden.

## Exoskelette mit Antrieb

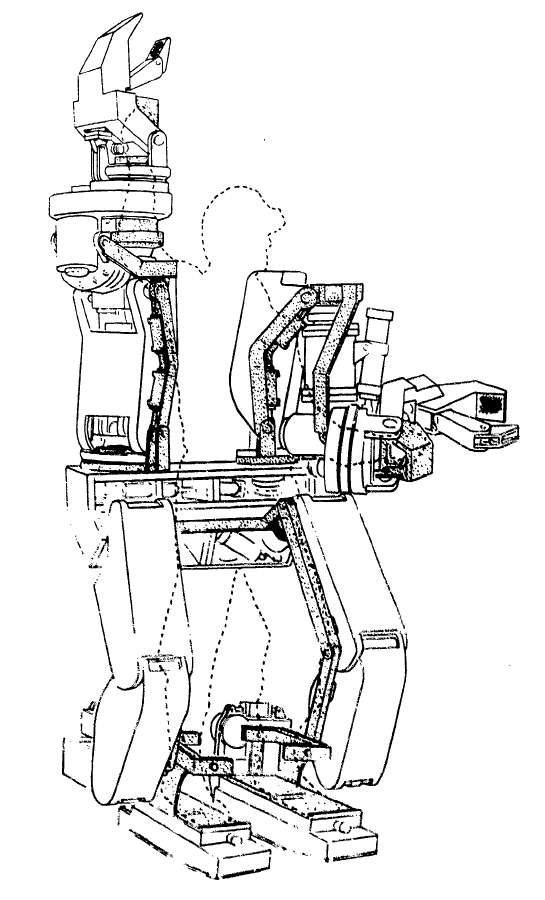
Hardiman mit Bediener (Skizze)

Exoskelette mit Antrieb (auch aktive Exoskelette genannt) werden momentan u. a. in den USA, Südkorea, Japan und Deutschland entwickelt. Nutzbare Modelle sind seit Anfang des Jahrtausends zuerst von militärnahen Einrichtungen entwickelt worden, über Einsätze liegen jedoch noch keine Berichte vor.  Der Einsatz von Exoskeletten außerhalb des Militärs befindet sich Ende der 2010er Jahre erst im Anfangsstadium, es gibt aber Tests und Erprobungen einer Vielzahl von Modellen.
Der wahrscheinlich erste Versuch ein modernes Exoskelett zu bauen, war der Hardiman, ein erfolgloser experimenteller Prototyp von General Electric aus dem Jahr 1965.

### Medizinische Anwendungen
In der medizinischen Anwendung, z. B. nach einer Querschnittlähmung kann ein Exoskelett, eine zusätzliche Möglichkeit zur Hilfsmittelversorgung sein, wenn die strukturellen und funktionellen Eigenschaften des neuromuskulären und skelettalen Systems zu stark eingeschränkt sind, um eine Mobilisierung durch eine Orthese erreichen zu können. Bei Patienten mit kompletter Querschnittlähmung (ASIA A) werden Exoskelette unter diesem Kriterium für Läsionshöhen oberhalb des Brustwirbels (T12) als Alternative für eine Orthese interessant. Bei Patienten mit inkompletter Querschnittlähmung (ASIA B-D) sind Orthesen sogar für Läsionshöhen oberhalb T12 geeignet, um die eigene Aktivität des Patienten so weit zu fördern, dass die Mobilisierungsmaßnahmen erfolgreich sein können. Ein Exoskelett, übernimmt im Gegensatz zu einer Orthese große Teile der aktiven Muskelarbeit.
Mit der Entwicklung von Exoskeletten für therapeutische Zwecke befassen sich vor allem Rehabilitationsrobotiker. Die Rehabilitationsrobotik ist ein interdisziplinäres Forschungsgebiet, das die Fachgebiete Elektrotechnik, Maschinenbau, Informatik, Biomedizinische Technik, Neurowissenschaften und Rehabilitationswissenschaften vereint. Forschungsthemen sind u. a.:
- Kinematikentwicklung
- Robotersteuerung & -regelung
- Haptische Systeme
- Mehrkörperdynamik
- Biomechanik
- User-Interface-Gestaltung
- Biofeedback
- Bewegungsanalyse
- Klinische Studien (in Kooperation mit klinischen Partnern)[12]

Zu Therapiezwecken werden vor allem robotergestützte Apparaturen eingesetzt. Als erstes Forschungsinstitut weltweit hat es z. B. das Fraunhofer-Institut für Produktionsanlagen und Konstruktionstechnik geschafft, einen Laufsimulator namens HapticWalker zu entwickeln, der Schlaganfall-Patienten das Wiedererlernen des Gehens erleichtern soll. Die Apparatur erlaubt beliebige Gangbewegungen wie beispielsweise Gehen auf der Ebene oder Treppensteigen bei vollständiger Führung des Fußes. Die hohe Dynamik der eingesetzten Antriebe ermöglicht zudem erstmals die Simulation von Gangstörungen wie unebenem Boden, Stolpern oder Ausrutschen.

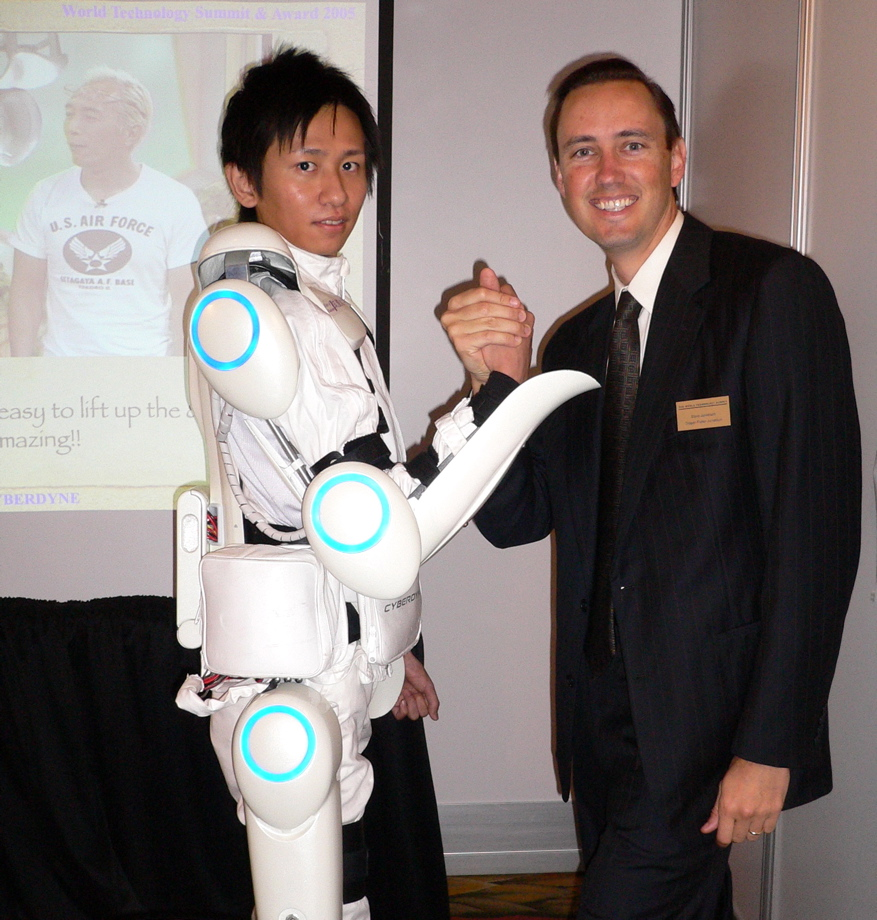
Modernes medizinisches Exoskelett Hybrid Assistive Limb (HAL) (Prototyp, 2005)

Klinische Studien zur Rehabilitation mithilfe von Exoskeletten bei Lähmungen wurden auch mit dem Ekso GT von Ekso Bionics durchgeführt. (einer Weiterentwicklung von Berkeley Robotics eLEGS), mit Argos ReWalk und mit Cyberdynes HAL. Dabei wurden nach einer Therapie mit HAL Verbesserungen in der Kontrolle über teilgelähmte Beine festgestellt. Die US-amerikanische Firma They shall walk des Gründers Monty K. Reed in Seattle entwickelte den Lifesuit für in der Bewegung gelähmte Menschen.
2015 stellte Hyundai mit dem Hyundai LifecaringExo Skeleton (H-LEX) einen Forschungsprotoypen in Form eines Geh-Assistenz-Exoskeletts vor, das beim Gehen helfen, die Beinkraft verstärken oder auch vor Stürzen schützen können soll. Auf der CES 2017 stellte Hyundai zwei Exoskelette für Therapiezwecke vor: das Hyundai Universal Medical Assist (HUMA) für Personen mit Muskelschwäche, und das Hyundai Medical Exoskeleton (H-MEX) für Querschnittgelähmte.

### Arbeitsplatzergonomie
Für überwiegend körperlich Arbeitende wurden Ergoskelette entwickelt. Sie dienen (noch) gesunden Arbeitskräften etwa zum Heben schwerer Lasten. Zu diesem Zwecken wurden u. a. die Exoskelette Powerloader von Panasonic oder Body Extender von Percro sowie Varianten von HAL (Hersteller: Cyberdyne) entwickelt. Hyundai präsentierte 2016 seine Arbeit an einem schweren Exoskelett für die Industrie, und Hyundais 2017 vorgestellter H-WEX soll zur Unterstützung beim Heben schwerer Lasten eingesetzt werden können. Unterstützung zur Vermeidung von Belastungsverletzungen bei gleichzeitiger Steigerung der Leistungsfähigkeit ist das Verkaufsargument im Bereich der leichten industriellen Exoskelette: Beim Heben und beim Handhaben von Werkzeugen soll etwa Bionic Systems Cray den Kompressionsdruck im unteren Rückenbereich verringern. Auf der CES 2017 stellte Hyundai ein Exoskelett für Arbeitskräfte vor: das Hyundai Waist Exoskeleton (H-WEX).
Der Einsatz von Exoskeletten an Arbeitsplätzen findet erst seit Kurzem statt. Tests von Prototypen im industriellen Kontext wurden bereits vor Jahren durchgeführt, da die Nutzung von Exoskeletten in der Arbeitswelt für viele Unternehmen interessant ist. Die Firma German Bionic Systems mit Hauptsitz in Augsburg stellte als erstes Unternehmen in Deutschland aktive Exoskelette zur Unterstützung von Arbeitnehmern in Serie her.
Chirurgen verharren bei ihrer Arbeit im Operationssaal mitunter stundenlang in ergonomisch ungünstigen Haltungen, was zu Schmerzen und Schäden am Bewegungsapparat führen kann. Um überhaupt die Anforderungen an Arbeitsplatzergonomie erfüllen zu können, wurde von Hellstern medical ein Exoskelett zur Unterstützung entwickelt.
Exoskelette finden ebenso Anwendung im Pflegebereich, welcher häufig durch unergonomische Positionen und Bewegungen (z. B. bei der Wundversorgung) und zunehmenden arbeitsbedingten Krankenständen gekennzeichnet ist. Beispielsweise nutzt der Rosenheimer Klinikverbund die mit Künstlicher Intelligenz unterstützten Exoskelette Apogee+ (Hersteller: German Bionic), um Pflegekräfte im Berufsalltag zu unterstützen. Durch eine Entlastung von bis zu 36 Kilogramm pro Hebebewegung können eine Erleichterung bei der Mobilisierung von Patienten und Patientinnen (beispielsweise beim Heben und Bewegen aus Betten in Rollstühlen, bei medizinischen Untersuchungen oder beim Umlagern) sowie eine Reduzierung langfristiger Gesundheitsschädigungen begünstigt werden.
Die biomechanische Wirksamkeit von Exoskeletten in der betrieblichen Praxis ist bisher noch weitgehend unerforscht. Da in verschiedenen Betrieben immer mehr Piloteinsätze stattfinden, müssen Unternehmen für Arbeitsplätze, an denen Exoskelette eingesetzt werden sollen, eine Gefährdungsbeurteilung nach dem Arbeitsschutzgesetz durchführen. Eine Muster-Gefährdungsbeurteilung dient im konkreten betrieblichen Fall zum Auffinden und Beurteilen von Gefährdungen.
Die Leitlinie „Einsatz von Exoskeletten im beruflichen Kontext zur Primär-, Sekundär-, und Tertiärprävention von arbeitsassoziierten muskuloskelettalen Beschwerden“ gibt eine sicherheitstechnische Beurteilung des Einsatzes von Exoskeletten. Darin flossen vielfältige Erfahrungen ein, unter anderem aus den Bereichen Maschinensicherheit (kollaborierende Roboter), persönliche Schutzausrüstungen und Gefährdungsanalyse physischer Belastungen am Arbeitsplatz.

### Anwendungen durch Sportler
2018 wurde von Roam Robotics ein Exoskelett vorgestellt, das für die Verbesserung der Leistungen von Skifahrern entwickelt wurde. Das Produkt wird um die Knie geschnallt und mit einer Kombination aus Sensoren, Software und aufblasbaren Kissen versehen. Dadurch soll längeres und anspruchsvolleres Skifahren möglich werden.

### Militärische Anwendungen

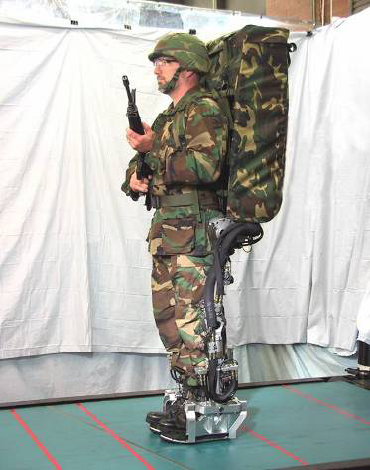
Exoskelett der DARPA (Prototyp, 2007)

Das Heben schwerer Lasten per Exoskelett ist neben der Anwendungen in der Industrie auch für das Militär interessant, so präsentierte etwa Hyundai 2016 ein Exoskelett zum Heben schwerer Lasten unter Verweis auf mögliche sowohl industrielle als auch militärische Nutzung. Im rein militärischen Bereich konzentriert sich die Entwicklung bisher schwerpunktmäßig auf das Heben und den Transport schwerer Lasten.

#### HULC
Im Rahmen des Future Soldier Programms finanzierte die DARPA Berkeley Robotics Entwicklung des Berkeley Lower Extremity Exoskeleton (BLEEX), aus dem über die Zwischenschritte ExoHiker und ExoClimber der Human Universal Load Carrier (HULC) hervorging, der 2009 von Lockheed Martin lizenziert wurde. HULC leitet das Gewicht eines schweren Rucksacks über ein Exo-Beinskelett in den Boden ab, so dass der Träger auch in schwierigem Gelände Lasten bis zu 90 kg verletzungsfrei transportieren können soll, was Soldaten mit HULC ermöglichen soll, auch mit viel Ausrüstung ohne große Ermüdung durch den Anmarsch in den Einsatz zu gehen. 2012 sollte Hulc erstmals in Afghanistan zum Einsatz kommen. Die Einführung bei den Streitkräften wurde aber immer wieder verschoben.

#### XOS
Raytheon entwickelt XOS, basierend auf dem Wearable Energetically Autonomous Robot (WEAR) der Firma Sarcos Research, die Raytheon 2007 aufkaufte. XOS 2 soll es dem Träger ermöglichen, 90 kg ohne Anstrengung und Verletzungsgefahr zu heben, und soll so einem Soldaten mit XOS 2 ermöglichen logistische Arbeiten allein zu verrichten, für die sonst bis zu 3 Soldaten benötigt würden.

### Multi-Funktions-Apparaturen
SRI Internationals Superflex ist einerseits mit Sensoren ausgestattet, die dem Träger das (Wieder-)Erlernen von Bewegungen ermöglichen und nur dann aktiv werden, wenn es nötig ist. Der Superflex Anzug soll aber nicht nur älteren Menschen Bewegungsfreiheit zurückgeben, sondern auch die Effektivität und Sicherheit von Arbeitskräften und Soldaten steigern können.

## Exoskelette ohne Antrieb
Das erste Exoskelett ohne Antrieb (auch passives Exoskelett) ließ sich der russische Erfinder Nicholas Yagn bereits im Jahre 1890 patentieren; ob es allerdings jemals eine praktische Anwendung fand, ist unbekannt. Auch heute wird an Exoskeletten ohne Antrieb geforscht, so soll etwa Lockheed Martins FORTIS Belastungsverletzungen beim Arbeiten mit schweren Werkzeugen vorbeugen, indem es deren Gewicht über ein Exoskelett in den Boden ableitet wenn der Träger steht oder kniet; das Werkzeug selbst wird durch einen ZeroG4 Arm der Firma Equipois, mit dem FORTIS ausgestattet ist, gehalten – nach ähnlichen Prinzipien wie die Steadicam des gleichen Erfinders. Equipois hat mit dem x-AR auch ein nicht angetriebenes Exoskelett zur Unterstützung eines Arms entwickelt. Der eigentlich hydraulisch angetriebene HULC, aus dem FORTIS hervorging, soll bei niedrigem Batteriestand nach ähnlichen Prinzipien wie FORTIS Gewicht ableiten.
In Deutschland arbeiten Firmen mit Schwerpunkten in der Orthopädietechnik an der Weiterentwicklung von Orthesen. Für industrielle Anwendungen werden passive Exoskelettsysteme für Über-Kopf-Arbeiten entwickelt. Die umgeschnallten Streben und die Seilzugtechnik könnte bald auch von Handwerkern und Heimwerkern nachgefragt werden. Ziel der von Orthopädietechnikern entwickelten Produkte sei es, bei einer steigenden Lebenserwartung und einer alternden Belegschaft in Industriebetrieben dafür zu sorgen, dass die Mitarbeiter mit neuartigen Hilfsmitteln und ergonomischen Arbeitsplätzen gesund bleiben. Die Firma Noonee entwickelt Exoskelette für ergonomisches Arbeiten.
Es existieren auch Systeme, welche darauf ausgelegt sind, Arbeiter in der Logistik und in der Pflege bei Hebetätigkeiten zu unterstützen.

## Energetisch optimierte Exoskelette
Viele Vorrichtungen wurden schon entwickelt, um die zum Gehen oder Laufen erforderliche Energie zu verkleinern. Der Betrieb der meisten Geräte erfordert jedoch einen erhöhten Energieeinsatz des Trägers, sodass ein Nettonutzen fraglich ist.
Eine elegante Methode benutzt einen kleinen Generator, der durch die Gehbewegung angetrieben wird. Die erzeugte elektrische Energie wird in einer Batterie gespeichert und steht später wieder zur Verfügung. Gleichzeitig muss der Träger des Exoskeletts dabei weniger Nahrungsenergie aufwenden, die er sonst benötigt hätte, um Muskeln zum Abstoppen der Gelenkbewegung (als „biologische Bremse“) einzusetzen.

## Open-Source-Hardware
2025 stellten Forschende der Northern Arizona University mit OpenExo ein als Open Hardware dokumentiertes und damit frei nutz- und adaptierbares Exoskelett vor.

## Fiktive Exoskelette
Fiktive Exoskelette finden sich mehrfach in Unterhaltungsmedien wie beispielsweise Comics, Manga/Anime, Science-Fiction-Filmen und Videospielen wie zum Beispiel Call of Duty: Advanced Warfare. Sie unterstützen den Menschen hierbei sowohl bei gewöhnlichen Arbeitsaufgaben wie als futuristischer Gabelstapler in Aliens – Die Rückkehr als auch in bewaffnender Form im Kampf wie z. B. in Elysium, Edge of Tomorrow, Iron Man, Matrix Revolutions, Avatar – Aufbruch nach Pandora oder Avatar: The Way of Water. Zuvor fanden sie in der Romanserie Lensmen und mehrere Jahre später in dem Roman Starship Troopers Erwähnung. Im 2019 erschienenen Computerspiel Death Stranding trägt der Hauptcharakter, als eine Art postapokalyptischer Paketbote, ein Exoskelett, wodurch er Lasten von mehreren hundert Kilo tragen kann.

## Soziologische Perspektive
Exoskelette werden weltweit als Innovationen diskutiert. Führend sind asiatische Länder wie Japan und Südkorea, aber auch westliche Staaten wie USA und Deutschland. Insofern hat ihre technologische Entwicklung eine makrosoziologische Bedeutung. Aber auch im Hinblick auf die meso- und mikrosoziologische Frage nach der Förderung von Prävention in der Arbeitswelt wie nach der medizinischen, beruflichen und sozialen Unterstützung der Rehabilitation.

## Psychologische Perspektive
Bei Exoskeletten handelt es sich um tragbare Technologien, die mit einer verkörperten Erfahrung einhergehen. Im Gegensatz zu anderen Industriemaschinen (z. B. Gabelstaplern, Kränen) ergibt sich durch die geringe physische Distanz keine klare Trennung zwischen Benutzenden und Technologie, die Interaktionspunkte des Exoskeletts betreffen den gesamten Körper der Tragenden. Es kann zu Unbehaglichkeitsgefühlen kommen, die durch Unsicherheit über die Zuverlässigkeit bzw. Sicherheit der Exoskelette hervorgerufen werden. Der Einfluss auf den Bewegungsapparat sowie die starke Sichtbarkeit der Exoskelette können ebenso sowohl das Selbst- als auch Fremdbild beeinflussen.
In Studien zeigte sich beispielsweise, dass Tragende eines robotischen Hand-Exoskeletts sich selbst als signifikant kälter, maschinenähnlicher und weniger attraktiv einschätzten. Die Notwendigkeit, ein Exoskelett zu tragen, kann außerdem bei den Tragenden ein Gefühl der Schwäche hervorrufen, wonach Besorgnisse entstehen, vom Umfeld als inkompetent angesehen zu werden. Dies ist besonders relevant in Branchen, deren berufliche Identität primär über körperliche Stärke definiert wird und das Tragen eines Exoskeletts somit zu einer Bedrohung für das berufliche Selbstkonzept macht. Ebenso relevant sind kognitive Aspekte der Exoskelettnutzung. Die kognitive Belastung kann durch tragbare Technologien wie Exoskelette erhöht werden, da bei der Erledigung von Aufgaben nicht nur die Inhalte der Aufgabe selbst bedacht werden müssen, sondern darüber hinaus die Koordination mit dem Exoskelett. Forschende, die sich mit der Erfahrung von Exoskelett-Tragenden beschäftigen, betonen daher die Bedeutung eines „kognitiven Fit“, welcher die optimale Passung zwischen persönlicher Kontrolle und Interaktion mit dem Exoskelett bei der Ausführung einer bestimmten Aufgabe in einem bestimmten Kontext, beschreibt.
Insgesamt verdeutlichen die psychologischen Auswirkungen der Exoskelettnutzung vor allem die hohe Relevanz einer verständlich kommunizierten Implementierung in Unternehmen.

## Chancen und Risiken
Von großem Nutzen für Menschen mit Einschränkungen der Beweglichkeit von Körperteilen sind Exoskelette für den betreffenden Benutzerkreis. Die Apparaturen könnten allerdings den betreffenden Menschen Bewegungsabläufe abverlangen, die sie überfordern oder die sie aus anderen Gründen nicht ausführen wollen (Problem der Fremdbestimmung von Menschen in Mensch-Maschine-Systemen). Ein großes Problem stellt die Frage dar, ob High-Tech-Hilfsmittel für beeinträchtigte Menschen für alle bzw. von allen Betroffenen finanziert werden können. In Deutschland nahm der Spitzenverband der Gesetzlichen Krankenversicherung „Roboteranzüge“ (die im Einzelfall bis zu 100.000 € kosten können) im Februar 2018 in das Hilfsmittelverzeichnis gemäß § 139 SGB V auf. Dem war die erfolgreiche Klage eines Querschnittgelähmten vorausgegangen.
Die gewerbliche Berufsgenossenschaft Handel und Warenlogistik in Deutschland bewertet den Einsatz von Exoskeletten durch Beschäftigte in ihrer Branche als „eine spannende Innovation, die aber noch Entwicklungsarbeit braucht“. Denn Exoskelette entlasten durch die Kraftunterstützung das Muskel-Skelett-System ihrer Träger. Da Muskel-Skelett-Erkrankungen zu den häufigsten Ursachen für Arbeitsunfähigkeit in der Branche zählen, könnten Exoskelette helfen, krankheitsbedingte Ausfallzeiten zu mindern und Beschäftigte dabei unterstützen, länger gesund zu arbeiten. Exoskelette kämen im Bereich Handel und Warenlogistik dort in Frage, wo andere technische Hilfsmittel wie Stapler oder Kran nicht verwendet werden könnten wie etwa bei der Kommissionierung von Waren oder in Paketzentren. Profitieren könnten aber auch Beschäftigte in der Automobilindustrie, der Möbelauslieferung oder bei Arbeiten auf der Baustelle. Vor allem bei längeren Über-Kopf-Arbeiten werde auf die Anwendung passiver Exoskeletons gesetzt, um die Arbeiter ergonomisch zu entlasten. Allerdings warnt die Berufsgenossenschaft davor, dass Exoskelette auch genutzt werden könnten, um die Lastgewichte zu erhöhen. Das wäre nicht im Sinne der Beschäftigten. Sie würden dann weiterhin an der Belastungsgrenze arbeiten. Eine weitere Gefahr bestehe darin, dass die Nutzer mit dem Exoskelett stolpern oder stürzen und dass dann das Risiko groß sei, dass durch die zusätzliche Masse Verletzungen gravierender ausfallen. Auch die eingeschränkte Beweglichkeit durch die Verwendung von Exoskeletten sowie Reibung und Druckempfinden an den Körperkontaktstellen und das Eigengewicht der Systeme sei von Mitarbeitern in Tests von Daimler AG und der Post DHL Group kritisiert worden.
Generell erhöhen sich in vielen Fällen mit den Möglichkeiten zur Leistungssteigerung Leistungsstandards, vor allem im Hinblick auf die erwartete individuelle Produktivität von Arbeitskräften. In der Arbeitswelt können leistungsgesteigerte Mensch-Maschine-Systeme wegen des Produktivitätsschubs zusammen mit anderen Formen der Digitalisierung ein starkes Sinken der Nachfrage nach Arbeitskräften bewirken. Andererseits bieten neue assistive Technologien solchen Personen neue Chancen, die wegen ihrer Einschränkungen der Bewegungsfähigkeit, des Sehens oder des Hörens durch die beschriebene Entwicklung verstärkt von Arbeitslosigkeit bedroht sind.
Rechtliche Risiken für Unternehmen, die Beschäftigte mit Exoskeletten arbeiten lassen, bestehen (in Deutschland)
- bei nicht korrekter/fehlender Hilfsmittelzulassung
- bei unzureichender/fehlender Dokumentation/Einweisung/Belehrung
- bei Arbeitsunfällen infolge der Verwendung des Hilfsmittels (mit noch zu klärendem Versicherungsschutz)
- bei direkter Gesundheitsbeeinträchtigung durch das Hilfsmittel
- bei Nichteinhaltung von Arbeitsschutz- und Unfallverhütungsvorschriften
- bei Folgeschäden (auch Spätfolgen) durch die Verwendung des Hilfsmittels[60]

Im Bereich des Sports gilt es zu beurteilen, welche Entwicklungen als „mechanisches Doping“ in Wettbewerben verboten werden sollen. Verboten werden könnten z. B. für Wurfsportarten „Armverlängerungen“ in Form von Schlägern, wie sie bei Sportarten des Typs (Tisch-)Tennis, (Eis-)Hockey oder Baseball eingesetzt werden, bei Laufwettbewerben aber auch die Teilnahme von Menschen mit Unterschenkelprothesen, sofern diese Sportler regelmäßig schneller als Menschen ohne amputierte Unterschenkel sind. Der Einsatz von Motoren bei Fahrzeugen ist in der Regel leicht zu erkennen; dadurch kann zumeist dieser Einsatz unterbunden werden, wenn er regelwidrig ist. Eine Problemsportart stellt auch in dieser Hinsicht der Radsport dar, da es offenbar gelungen ist, Hilfsmotoren in Fahrrädern zu verstecken.
Die Entwicklung von abnehmbaren Exoskeletten verläuft parallel zu der des Einsatzes von fest im menschlichen Körper verbauten Teilen. Es stellt sich die Frage, inwieweit die mit dem Cyborg-Phänomen verbundenen Effekte auf Mensch-Maschine-Systeme des Exoskelett-Typs übertragbar sind. Bei den Paralympics in London 2012 absolvierte die querschnittsgelähmte Britin Claire Lomas mit Hilfe künstlicher, von außen steuerbarer Kniegelenke und des Exoskeletts ReWalk innerhalb von 17 Tagen die Marathonstrecke.